# Короткочубий калао
Короткочубий калао (Anorrhinus) — рід птахів родини птахів-носорогів (Bucerotidae). Відомо 3 види. Поширені в Південній та Південно-Східній Азії.

## Класифікація
- Калао білощокий (Anorrhinus austeni)
- Калао рудощокий (Anorrhinus tickelli)
- Калао короткочубий (Anorrhinus galeritus)